# Off-the-grid

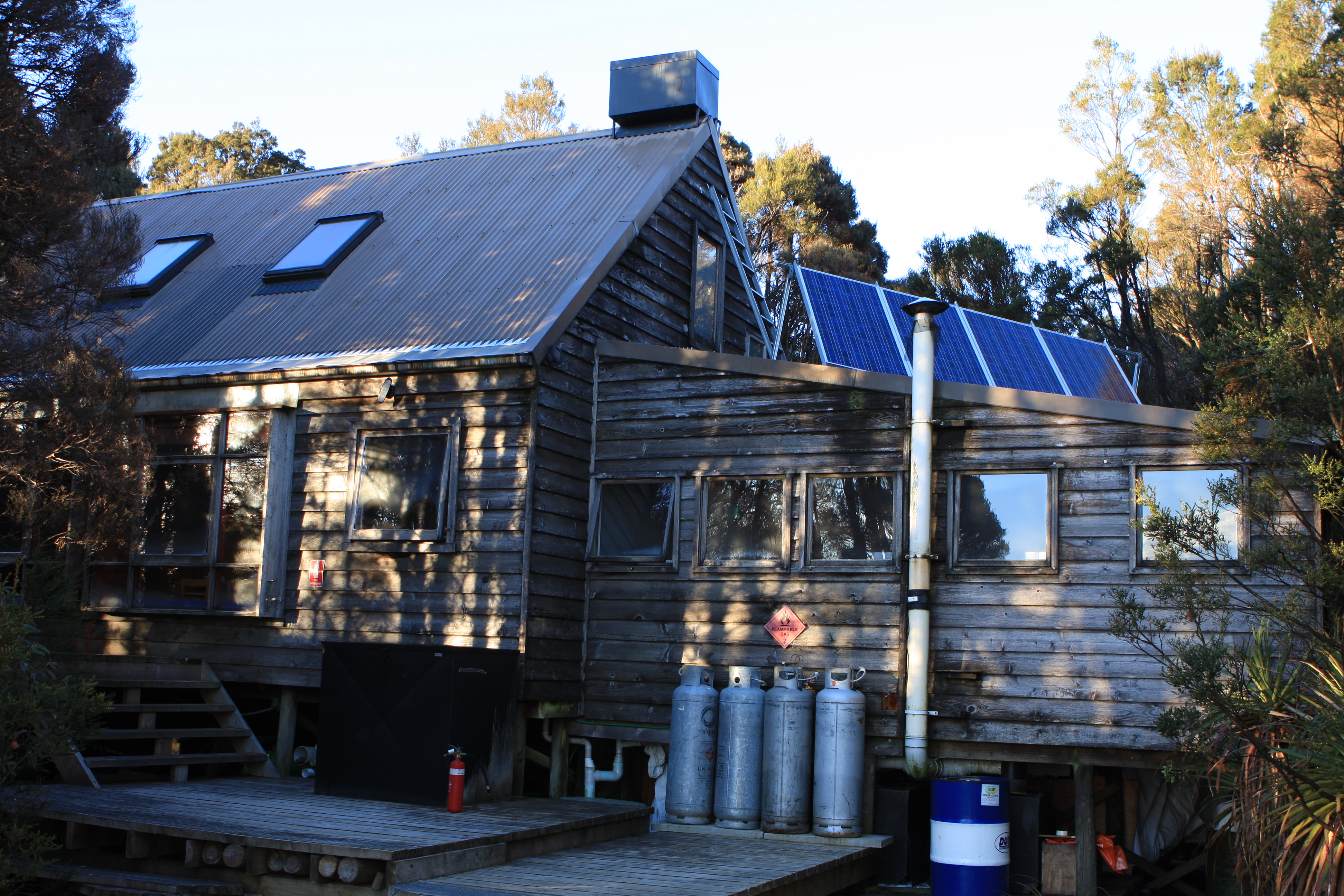
Una casa que utilitza panells solars i captació d'aigua de pluja

El terme off-the-grid, OTG, fora de la xarxa, sense xarxa o aïllat o autònom, es refereix a no estar connectats a una xarxa, que s'utilitza principalment per fer referència a no estar connectat a la xarxa elèctrica principal o nacional. En electricitat, els sistemes fora de la xarxa poden ser sistemes elèctric aïllats o minixarxes, típicament per proporcionar electricitat a una comunitat petita. L'electrificació fora de la xarxa és un enfocament per accedir a l'electricitat utilitzat als països i àrees amb poc accés a l'electricitat, per tenir població dispersa o distant. Pot ser qualsevol tipus de generació d'electricitat. El terme 'Fora De la Xarxa' es pot referir a viure de manera autosuficient, sense la dependència d'un o més serveis públics .
Els habitatges off-the-grid són autònoms; no es basen en serveis públics municipals d'abastament d'aigua, clavegueram, gas natural, xarxa d'energia elèctrica o similars. Una veritable casa fora de la xarxa és capaç d'operar de forma totalment independent de tots els serveis públics tradicionals. La idea s'ha popularitzat recentment per certes celebritats com Ed Begley, que protagonitza el programa de televisió Living with Ed (Viure amb Ed) a HGTV. L'actriu Daryl Hannah promou la vida fora de la xarxa i va construir casa seva a Colorado d'acord amb aquests principis, com ho fa l'expert en supervivència i coprotagonista de Desafiament x 2 (en anglès, Dual Survival, Supervivència Dual) Cody Lundin, que viu en una casa-cova solar passiva de disseny propi a l'alt desert del Nord d'Arizona, recollint aigua de pluja, compostant residus, i pagant res pels serveis públics (de gestió pública o privada).

## Energia elèctrica
L'energia elèctrica es pot generar al lloc amb fonts d'energies renovables, com ara la solar (en particular amb l'energia fotovoltaica), eòlica, microhidroelèctrica, geotèrmica o una combinació d'aquests. Aquest sistema s'anomena un sistema autònom d'energia i es compon de:
- Generadors d'electricitat renovable.
- Bateries de cicle profund: Les bateries són les responsables demmagatzemar l'energia captada pels generadors denergies renovables.
- Controladors de càrrega o reguladors de càrrega:[3] Aquests equips regulen la càrrega de les bateries, evitant excessos de càrrega (sobrecàrregues). A través d'algoritmes de càrrega permeten perllongar la vida útil de les bateries. Molts panells lliuren 16 a 20 volts que podrien arribar a fer malbé la bateria per un efecte de sobrecàrrega, ja que aquesta necessita uns 14,5 volts per a una càrrega adequada.
- Inversor: L'inversor transforma l'energia emmagatzemada a les bateries de corrent continu a corrent altern.

## Galeria

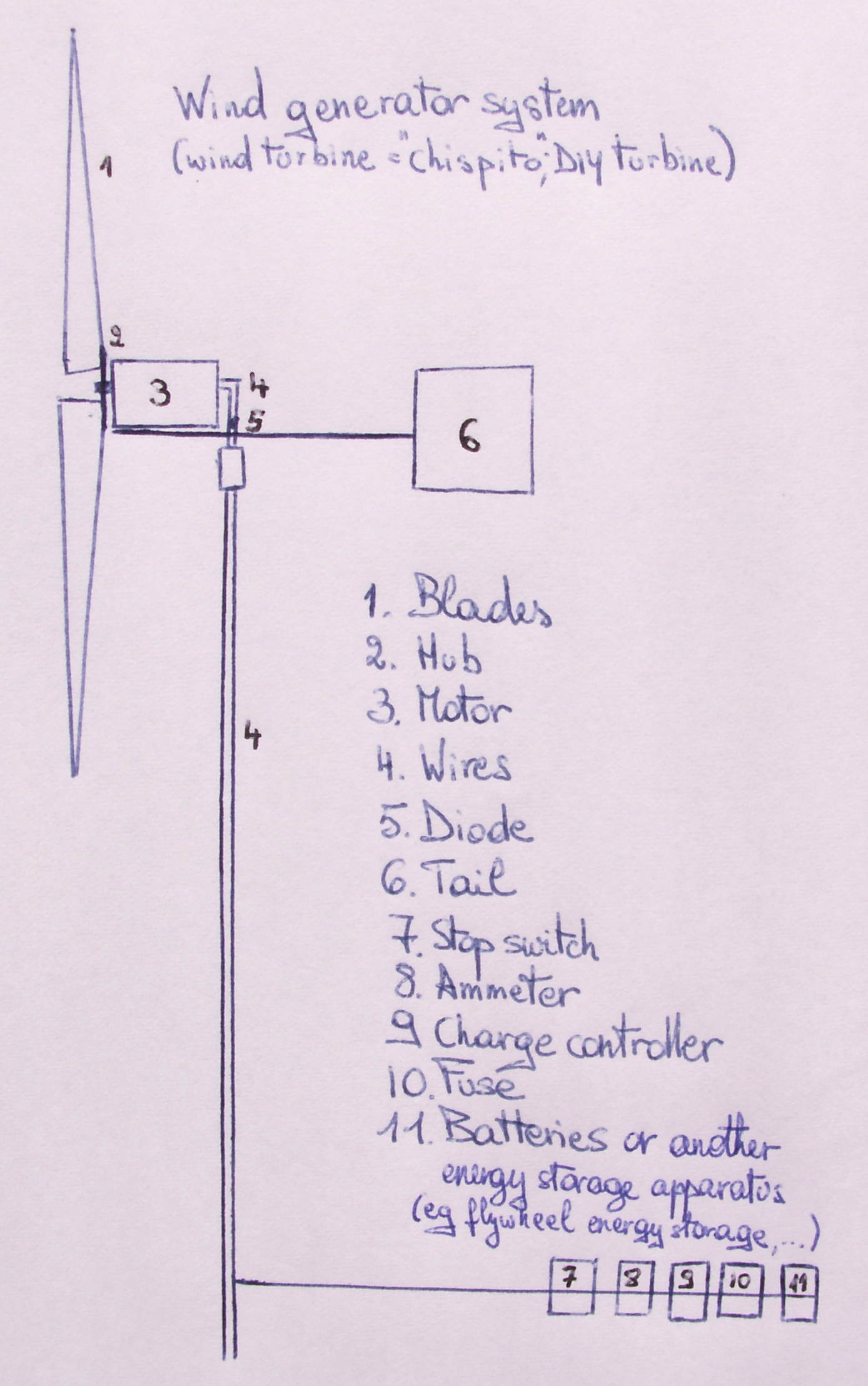
Sistema eòlic incomplet
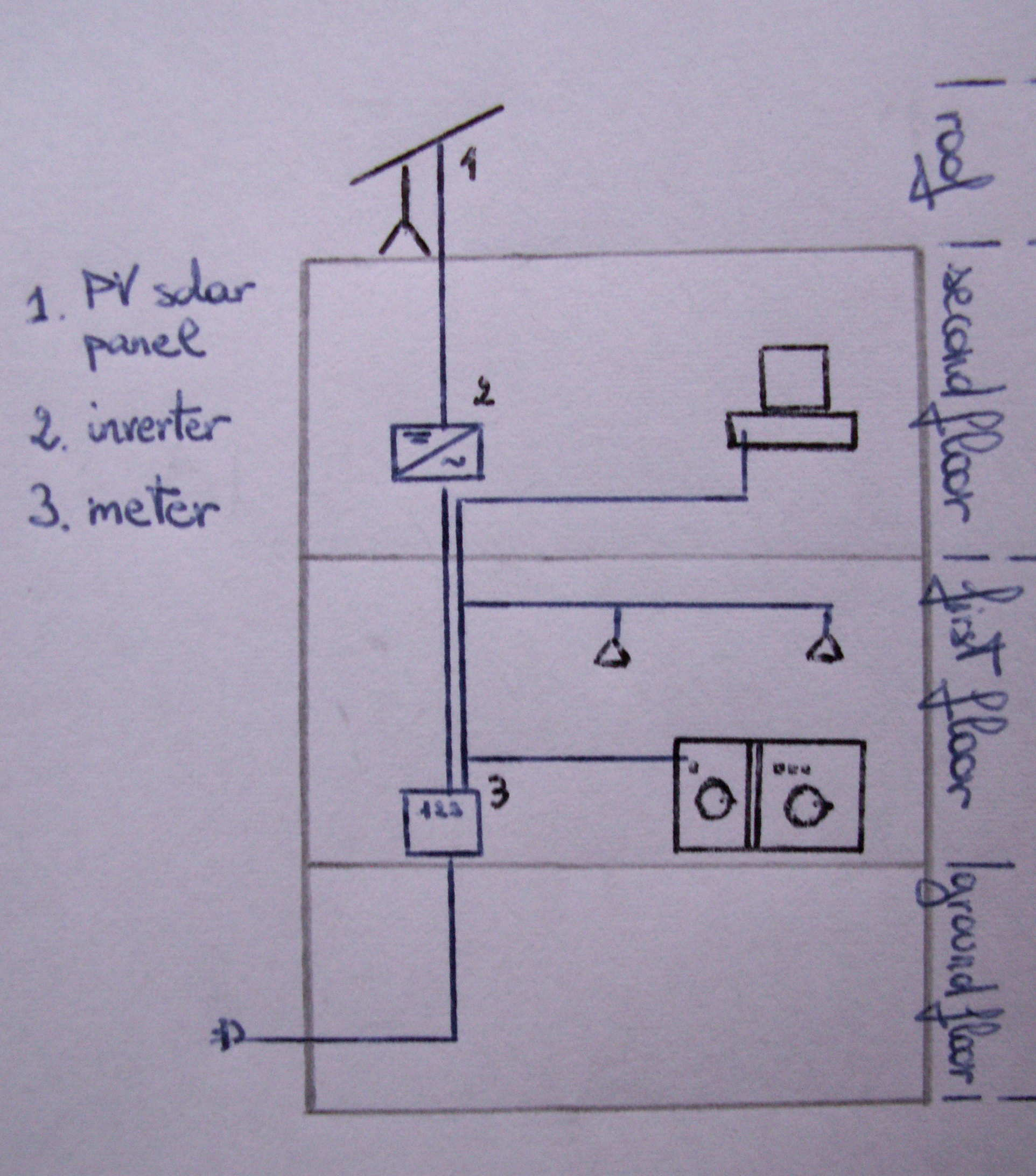
Sistema fotovoltaic
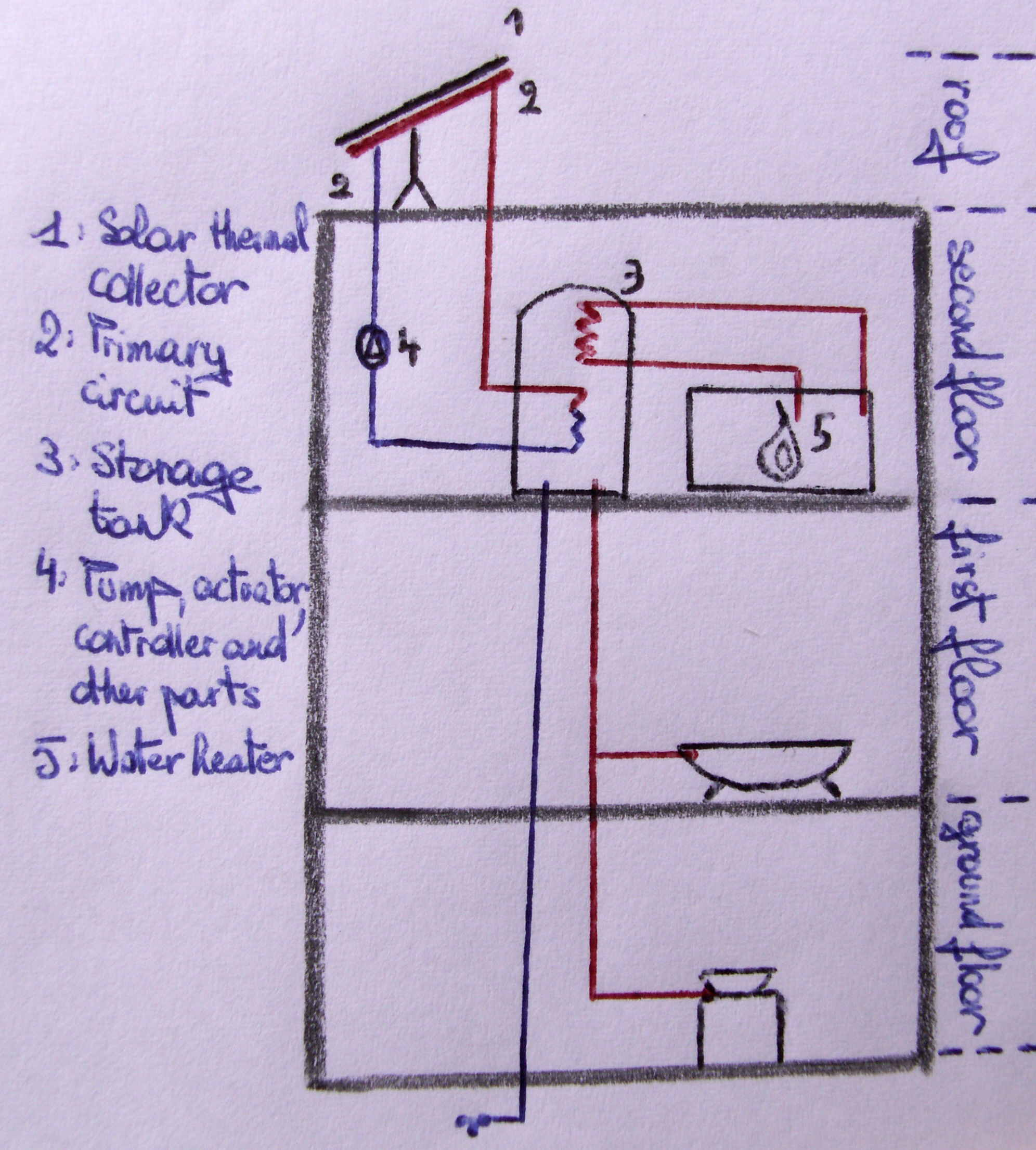
Sistema de calefacció solar
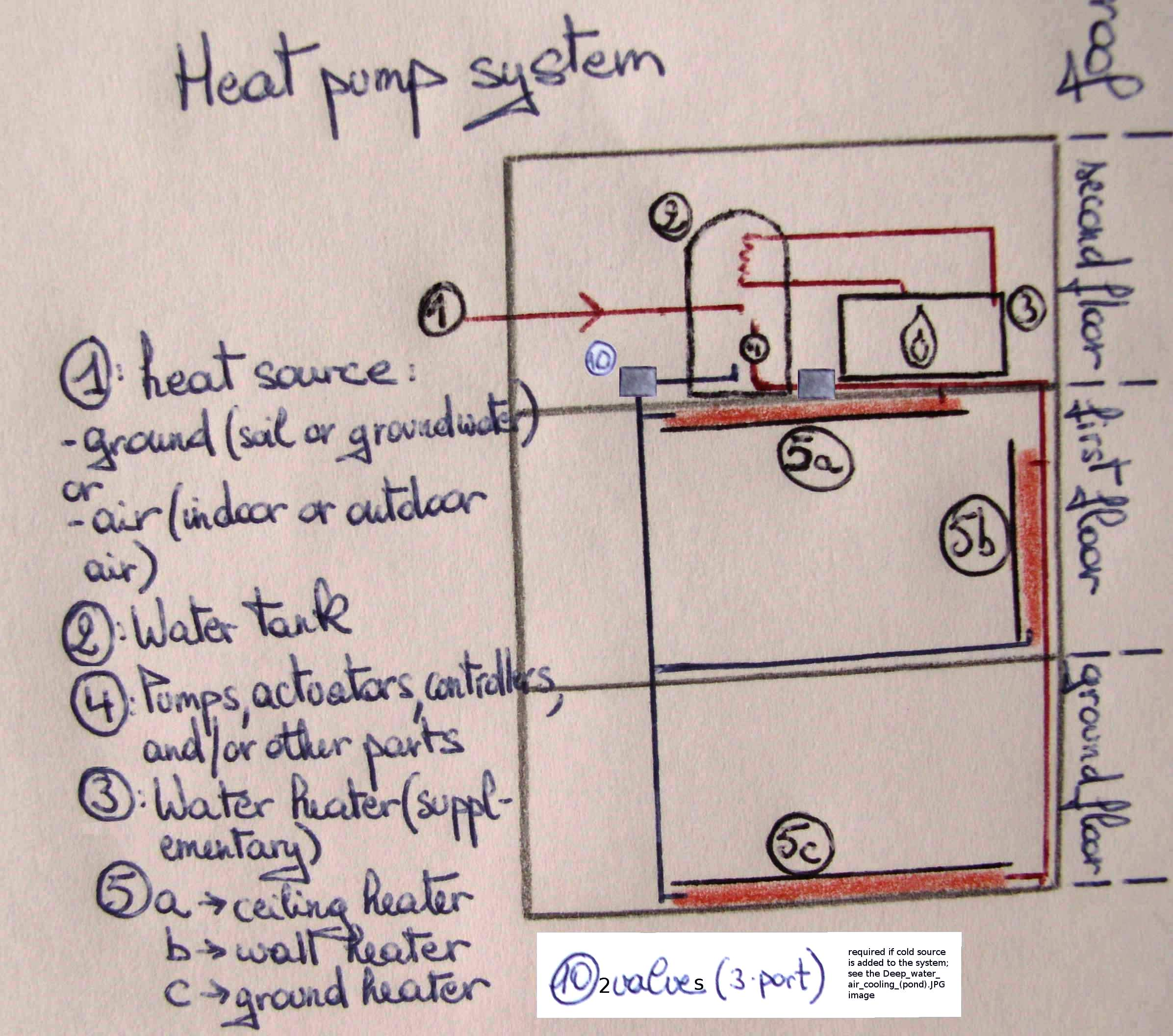
Sistema amb bomba tèrmica
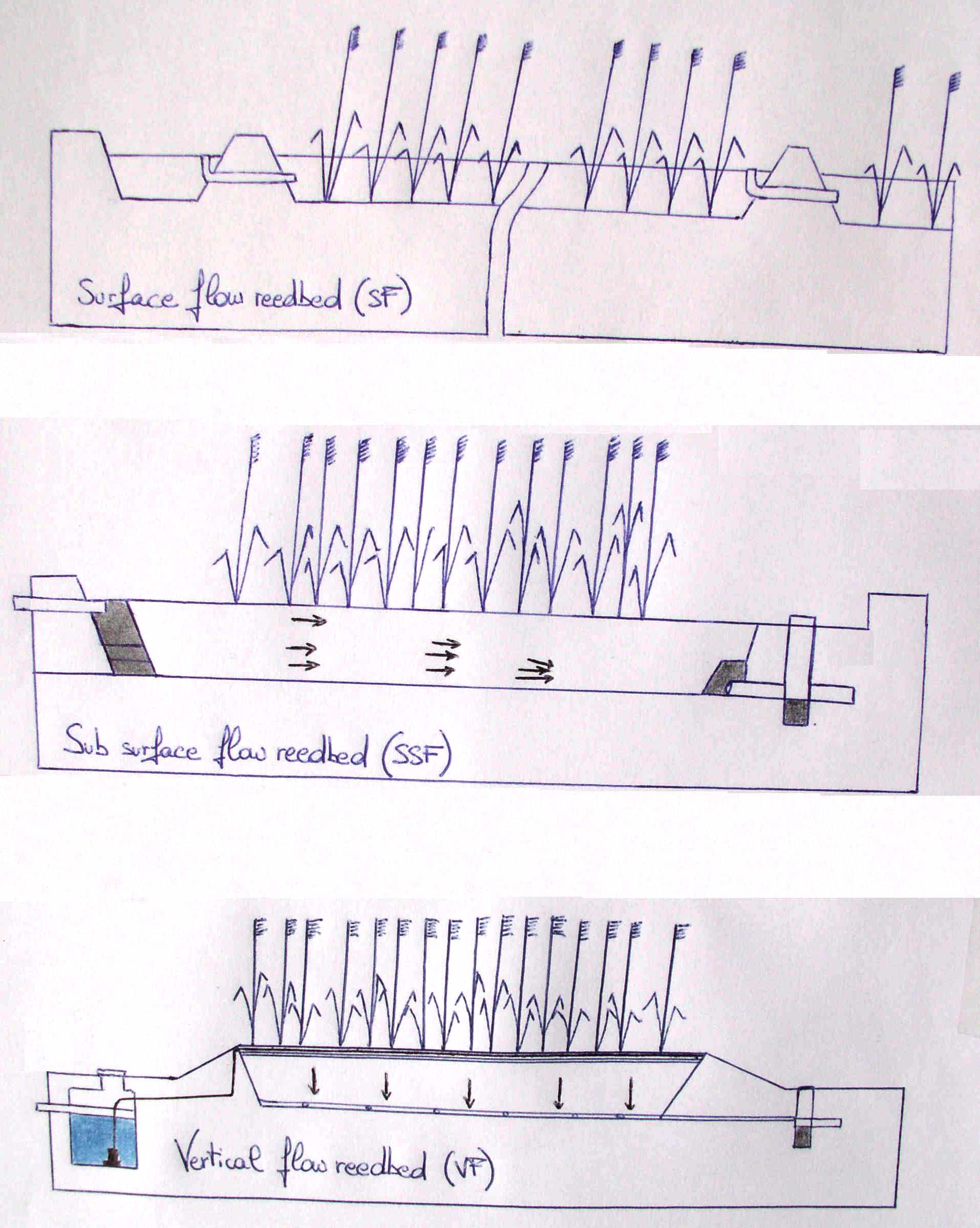
Estanys poden ser utilitzats per purificar aigua
Abastament de calor i fred combinat amb bombes de calor per a calefacció